# Ничија земља (филм)
Ничија земља је филм босанскохерцеговачког редитеља Даниса Тановића из 2001. године. Радња се дешава у Босни и Херцеговини за време рата у Босни и Херцеговини 1992—1995. Филм приказује сву апсурдност рата у Босни и сву излишност интернационалних снага на терену. 
Улоге у филму имају: Бранко Ђурић Ђуро, Рене Биторајац, Филип Шоваговић, Кетрин Картлиџ, Мустафа Надаревић и др.

## Радња
Ратнички израз из Првог светског рата "ничија земља" означава ненасељену зону смрти између две супротстављене стране. Комбиновање овог термина са драмским апсурдом, конструисаном око пат позиције, сврха је филма Ничија земља.
Прича о два војника, Чикију и Нину, Босанцу и Србину који су се затекли између непријатељских линија, ни на чијој земљи, за време конфликта у Босни, 1993. године.
Док Чики и Нино покушавају да смисле како да се извуку из неприлике, храбри наредник УН-а одлази да им помогне упркос наређењу да се не меша.
За њим креће и армија новинара, који ту вест претварају у међународни инцидент. У напетом примирју између многих страна умешаних у конфликт, и док светска штампа чека исход, Чики и Нино покушавају да извуку живу главу из ратног лудила.

## Улоге
| Глумац            | Улога                 |
| ----------------- | --------------------- |
| Бранко Ђурић Ђуро | Чики                  |
| Рене Биторајац    | Нино                  |
| Филип Шоваговић   | Цера                  |
| Жорж Сиатидис     | наредник Маршо        |
| Серж-Анри Валке   | капетан Дибоа         |
| Кетрин Кaртлиџ    | Џејн Ливингстон       |
| Мустaфa Нaдaревић | Старији српски војник |
| Богдан Диклић     | Српски официр         |
| Сајмон Калоу      | пуковник Софт         |
| Тања Рибич        | Марта                 |
| Боро Стјепановић  | Бошњачки војник       |
| Саша Петровић     | Бошњачки војник       |

## Награде
- Америчка филмска академија — Оскар (најбољи страни филм)[5]
- Златни глобус (најбољи страни филм)[6]
- Кански фестивал (најбољи оригинални сценарио)[6]
- Европска филмска академија (најбољи оригинални сценарио)
- Европска филмска академија (најбољи главни глумац) — номинација
- Филмски фестивал у Сарајеву (најбољи филм)
- Филмски фестивал у Сарајеву (избор публике)
- Филмски фестивал у Чикагу (избор критичара)[5]
- Филмски фестивал у Ослу (избор критичара)[5]
- (најбољи страни филм)
- Филмски фестивал у Сан Себастијану (избор публике)
- Филмски фестивал у Сао Паолу(избор публике)[5]